# Cyclopische muren
Cyclopische muren zijn dubbele muren uit enorme, onregelmatige stenen blokken die zonder metselspecie op elkaar gestapeld zijn. Vanwege hun immense grootte dacht men dat Cyclopen - reuzen uit sagen - ze hadden gemaakt.

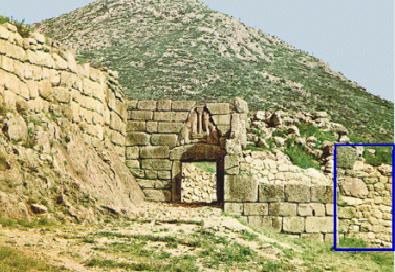
Verschil tussen Cyclopische muren en gewone muren. De Cyclopische muren zijn getoond in de blauwe rechthoek.

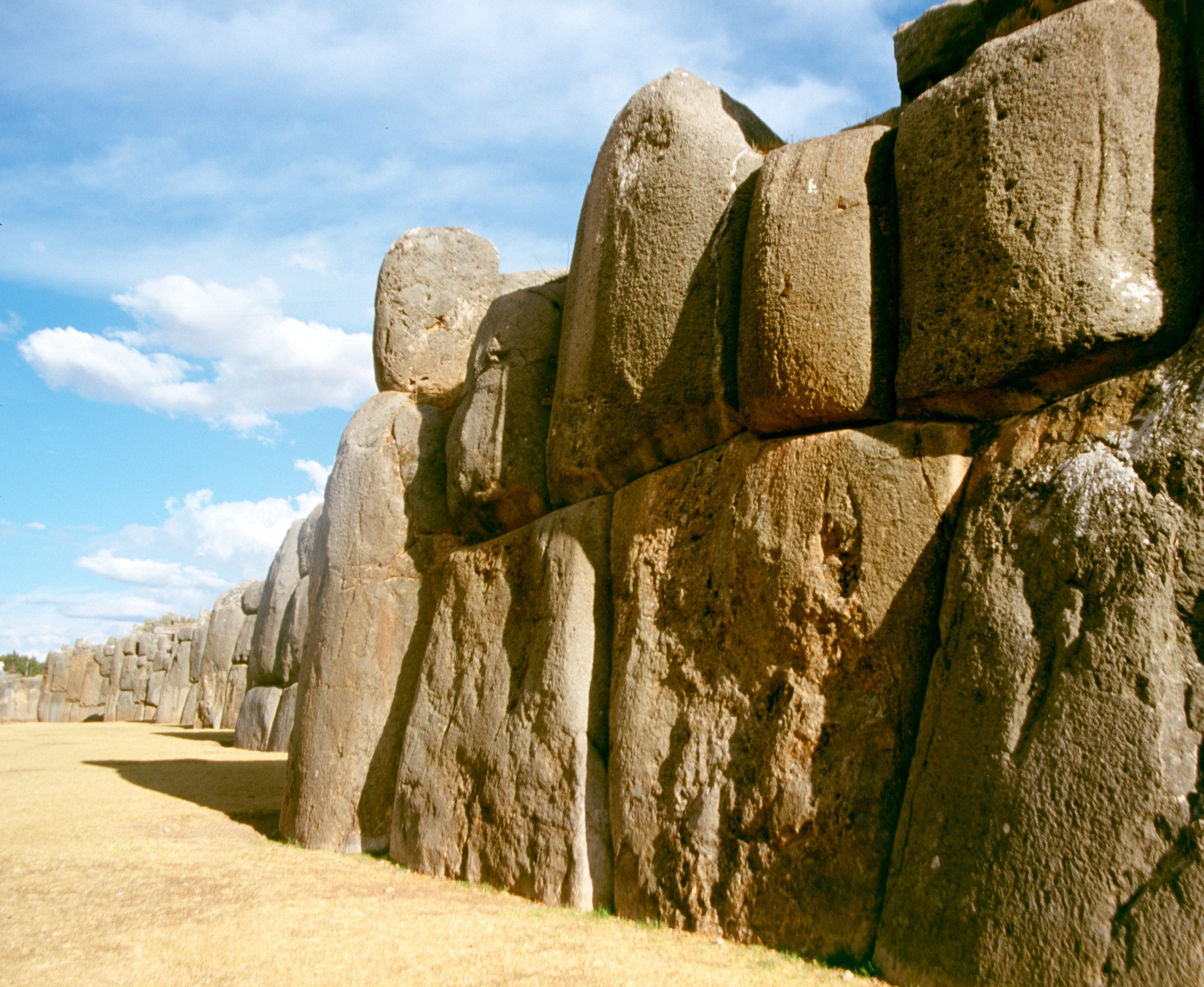
Sacsayhuamán, Peru

## Locaties van Cyclopische muren
Naast de Tyrinthiaanse en Myceense muren, zijn er sommige andere Cyclopische bouwwerken (waaronder tholos) in Griekenland gevonden, de meest bekende in Gla.
Cyclopische muren komen ook voor in Amerika, zoals in Sacsayhuamán bij Cuzco in Peru.